# شاي بحليب
شاي الحليب أو شاي بالحليب يشير إلى عدة أشكال من المشروبات الموجودة في العديد من الثقافات والتي تتكون من مزيج من الشاي والحليب. يستخدم مصطلح شاي الحليب لكل من المشروبات الساخنة والباردة التي يمكن دمجها مع أنواع مختلفة من الحليب ومجموعة متنوعة من التوابل. هذه طريقة شائعة لتقديم الشاي في العديد من البلدان وهي الطريقة المعهودة لقديم للشاي في العديد من دول جنوب آسيا . تختلف المشروبات بناءً على كَمّ كل من هذه المكونات الرئيسة وطريقة تحضير وإدراج المكونات الأُخَر (أي السكر أو العسل إلى الملح أو الهيل) شاي الحليب هو الشاي في الهند وباكستان ويشار إليها باسم شاي مصالحة.

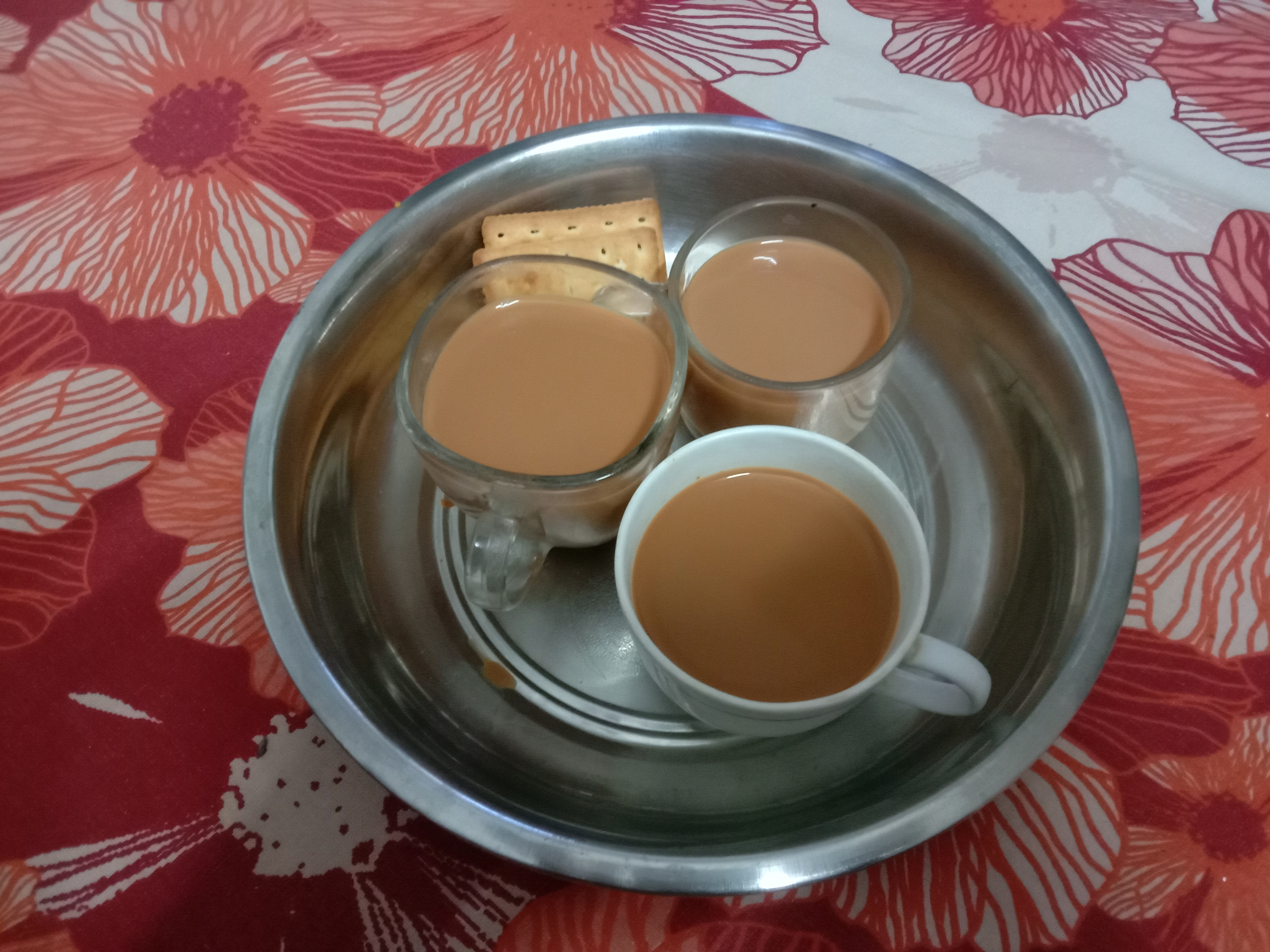
شاي حليب في الهند

## الأنواع
من أنواعه المحلية:
- شاي بريطاني يقدم مع حليب.
- شاي الفقاعات في تَيشُنغ.
- شاي بالحليب الهونغ كونغي.
- شاي طارق أحد أنواع شاي الحليب المشهور في ماليزيا وسنغافورة.
- شاي عدني: التسمية المعروفة باليمن، يتم طبخه مع بهارات.
- شاي الكرك المعروف أيضًا باسم چائے مصالحہ هو شاي حليب متبل يشرب في شبه القارة الهندية.
- شاي إيراني، نوع من شاي الحليب المصنوع من الحليب النقي الممزوج بالخوا ، محضر في مقاهي على الطراز الإيراني في حيدر أباد في الهند.
- الشاي التَّيْلندي، مشروب حلو قائم على الشاي، شائع في جنوب شرق آسيا.